# Yoogali
Yoogali (1 482 habitants) est un village de la Riverina dans la banlieue de Griffith en Nouvelle-Galles du Sud en Australie.